# Jordbävningen i Sikkim 2011
Jordbävningen i Sikkim 2011, eller jordbävningen i Himalaya 2011, var en jordbävning med Mw 6,9 som hade sitt epicentrum i närheten av Taplejung i Mechi-zonen i östra Nepal, 60 kilometer nordväst om staden Gangtok. 
United States Geological Survey rapporterade att jordbävningen inträffade den 18 september 2011 klockan 18:25 lokal tid (Nepal Standard Time, NST) inom Kanchenjungas naturvårdsområde vid 27°43′22,8″N 88°03′50,4″Ö / 27.71667°N 88.05000°Ö. Djupet beräknades till 19,7 km. Skalvet berörde nordöstra Indien, Nepal, Bhutan, Bangladesh och södra Tibet. Det var en jordbävning av intratektonisk typ, dvs. ett skalv inom en och samma tektoniska platta. Den skedde i ett område som i modern tid inte haft några större jordskalv, bortsett från jordbävningen i Nepal–Bihar 1934, som nådde magnitud 8,3 och vållade stor förödelse.
Minst 111 människor omkom i jordbävningen. De flesta dödsfallen inträffade i Sikkim, i trakterna av Singtam i det dåvarande distriktet East Sikkim. Antalet hemlösa i Sikkim uppskattades efter en veckas räddningsarbete till drygt 60 000 personer.
Två efterskalv inträffade, med magnituden 6,1 och 5,3. Jordskalvet var det fjärde allvarliga i Indien under september 2011.

## Räddningsinsatser
Snabba räddningsinsatser gjordes med team från de indiska räddningsstyrkorna i National Disaster Response Force (NDRF). Södra och västra Sikkim var emellertid svårtillgängligt på grund av häftiga regn, vilket fördröjde räddningsoperationerna avsevärt och försvårade sökandet efter överlevande.
Den indiske premiärministern Manmohan Singh kungjorde den 19 september ett efterlevandestöd till familjemedlemmar till omkomna på 3000 USD (amerikanska dollar) och 1500 dollar för allvarligt skadade.
| Nation     | Döda    |
| ---------- | ------- |
| Indien     | 83-113  |
| Kina       | 7       |
| Nepal      | 9       |
| Bhutan     | 1       |
| Bangladesh | 0       |
| Totalt     | 100-130 |

## Summering av skalvet
En vecka efter skalvet uppskattades antalet omkomna till 100-130 människor, antalet skadade drygt 600, antalet hemlösa 60 000 i Indien och drygt 7 000 i Nepal, antalet förstörda hus 15 000 i Indien, 2 000 i Nepal och 1 000 i Tibet, antalet skadade hus dessutom drygt 100 000 i Indien, 2 000 i Tibet, 4 000 i Bhutan och drygt 50 i Bangladesh.

## Nytt jordskalv
Exakt på årsdagen efter jordskalvet, den 12 september 2012 17:55 lokal tid, drabbades Sikkim av ett nytt jordskalv, som uppmätte 4,1 på Richterskalan. Det skapade panik bland invånare som högtidlighöll årsdagen av jordbävningen 2011 och omkomna anhöriga.